# Paolo Montarsolo
Paolo Montarsolo, né à Portici, près de Naples, le 16 mars 1925, et mort à Rome le 31 août 2006, est un artiste lyrique italien, de registre basse.

## Biographie
Paolo Montarsolo était un spécialiste des rôles de basse-bouffe dans les opéras de Gioachino Rossini (Bartolo, Don Magnifico).

## Filmographie
- Uberto dans La serva padrona (Giovan Battista Pergolesi), de Mario Lanfranchi (1958) avec Anna Moffo et Giancarlo Cobelli.

Don Basilio, dans Il Barbiere di Siviglia (G.Rossini) avec Teresa Berganza,Hermann Prey  Luigi Alva. Enzo Dara, London Symphony Orchestra dir. Claudio Abbado. Coffret 3 vinyles Deutsche Grammophon 2709041.
- Don Magnifico dans La Cenerentola (Rossini), de Jean-Pierre Ponnelle (1981) dirigé par Claudio Abbado, Orchestre du Théâtre Alla Scala de Milan, avec Frederica Von Stade, Francisco Araiza, Claudio Desderi, Paul Plishka, Margherita Guglielmi et Laura Zannini.
- Don Alfonso dans Così fan tutte (Mozart), de Jean-Pierre Ponnelle (1988) dirigé par Nikolaus Harnoncourt, Wiener Philarminiker, avec Edita Gruberova, Teresa Stratas, Delores Ziegler, Luis Lima et Ferruccio Furlanetto.